# 皮納爾縣
皮納爾縣（英語：Pinal County）是美国亞利桑那州南部的一個郡，面積13,919平方公里。根據2020年美國人口普查，本縣共有人口42萬5,264人。縣治為佛羅倫斯。

## 歷史
皮納爾縣成立於1875年2月1日，它是自馬里科帕縣和皮马县獨立。於2000年至2010年期間，皮納爾縣是州中人口第三多的縣份，亦是國內人口增長第二快的縣份。其人口增長幅度為109.1%。縣名來自皮納爾峰（西班牙语「松樹林」的意思）或阿帕契族的一支。

## 地理

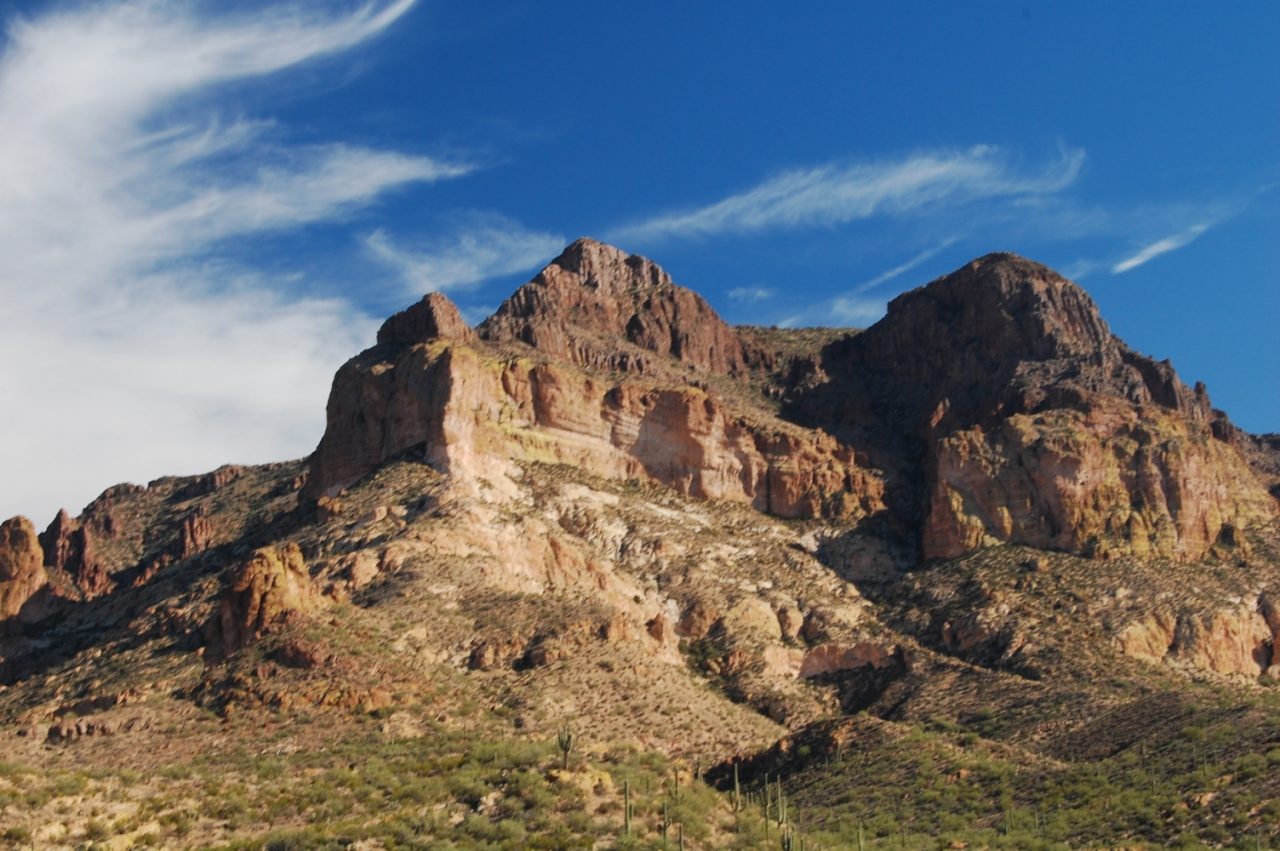
线路百米标山頂

根據2000年人口普查，皮納爾縣的總面積為5,374.09平方英里（13,918.8平方），其中有5,369.59平方英里（13,907.2平方），即99.92%為陸地；4.5平方英里（12平方），即0.08%為水域。本縣既是亞利桑那州面積第十大的縣份，亦是美國面積第53大的縣份。

### 毗鄰縣
因為皮納爾縣位於亞利桑那州中部，因此所有毗鄰縣皆為亞利桑那州的縣份。
- 馬里科帕縣：西北方
- 希拉縣：北方
- 葛蘭姆縣：東方
- 皮马县：南方

### 國家保護區
- 卡薩格蘭德國家紀念區（英语：Casa Grande Ruins National Monument）
- 科罗纳多国家森林（部分）
- 霍霍坎·皮馬國家紀念區（英语：Hohokam Pima National Monument）
- 艾恩伍德森林國家紀念區（英语：Ironwood Forest National Monument）（部分）
- 索諾蘭沙漠國家紀念碑（英语：Sonoran Desert National Monument）（部分）
- 通托国家森林（部分）

## 人口
| 调查年            | 人口    | 备注 | %±     |
| ----------------- | ------- | ---- | ------ |
| 1880              | 3,440   |      | —      |
| 1890              | 4,251   |      | 23.6%  |
| 1900              | 7,779   |      | 83.0%  |
| 1910              | 9,045   |      | 16.3%  |
| 1920              | 16,130  |      | 78.3%  |
| 1930              | 22,081  |      | 36.9%  |
| 1940              | 28,841  |      | 30.6%  |
| 1950              | 43,191  |      | 49.8%  |
| 1960              | 62,673  |      | 45.1%  |
| 1970              | 67,916  |      | 8.4%   |
| 1980              | 90,918  |      | 33.9%  |
| 1990              | 116,379 |      | 28.0%  |
| 2000              | 179,727 |      | 54.4%  |
| 2010              | 375,770 |      | 109.1% |
| 2011年估计        | 382,992 |      | 1.9%   |
| [ 7 ] [ 8 ] [ 9 ] |         |      |        |

### 2010年
根據2010年人口普查，皮納爾縣擁有375,770居民。其人口是由72.4%白人、4.6%黑人、5.6%土著、1.7%亞洲人、0.4%太平洋岛民、11.5%其他種族和3.8%混血构成。而西班牙裔或拉丁美洲人佔了人口28.5%。

### 2000年
根據2000年人口普查，皮納爾縣擁有179,727居民、61,364住戶和45,225家庭。其人口密度為每平方英里34居民（每平方公里13居民）。本縣擁有81,154間房屋单位，其密度為每平方英里15間（每平方公里6間）。而人口是由70.42%白人、2.76%黑人、7.81%土著、0.6%亞洲人、0.08%太平洋岛民、15.66%其他種族和2.67%混血构成。而西班牙裔或拉丁美洲人佔了人口29.86%。在179,727居民中，有21.86%居民的母語為西班牙語、1.44%為奥哈姆语、以及0.02%為阿帕契語。
在61,364住户中，有29.8%擁有一個或以上的兒童（18歲以下）、56.9%為夫妻、11.5%為單親家庭、26.3%為非家庭、21.1%為獨居、9.2%住戶有同居長者。平均每戶有2.68人，而平均每個家庭則有3.09人。在179,727居民中，有25.1%為18歲以下、8.7%為18至24歲、27.3%為25至44歲、22.7%為45至64歲以及16.2%為65歲以上。人口的年齡中位數為37歲，女子對男子的性別比為100：114.2。成年人的性別比則為100：117。
本县的住戶收入中位數為$35,856，而家庭收入中位數則為$39,548。男性的收入中位數為$31,544，而女性的收入中位數則為$23,726，人均收入為$16,025。約12.1%家庭和16.9%人口在貧窮線以下，包括25.5%兒童（18歲以下）及8.7%長者（65歲以上）。

## 外部連結
- Pinal County Official Site （页面存档备份，存于）
- Pinal County Official Employment Site （页面存档备份，存于）
- Casa Grande Valley Newspapers Inc. （页面存档备份，存于）